# Arabisch-Israëlisch conflict
Het Arabisch-Israëlische conflict, ook wel het Israëlisch-Arabische conflict genoemd, is de onenigheid en strijd tussen Israël en de omringende Arabische landen en de daarbij betrokken volkeren, waaronder de Palestijnen en de erbij betrokken organisaties.
Het conflict bestaat al sinds de oprichting van Israël en de Arabisch-Israëlische Oorlog van 1948 en draait sindsdien om de grenzen van de staat Israël in de regio van Palestina en de situatie van de Palestijnse bevolking.
De oorspronkelijke wrijvingen tussen zionistische joden en de inheemse Arabisch sprekende Palestijnen in Mandaatgebied Palestina, zijn uitgelopen op een conflict tussen de staat Israël en Palestina over het bezit en de grenzen van het grondgebied ten westen van de Jordaan.
De vraag daarbij is of er twee aparte staten moeten komen voor Palestijnen respectievelijk joden conform het Verdelingsplan van de VN in 1947, óf dat er in het voormalige mandaatgebied een bi-nationale staat (één staat) moet zijn voor zowel de Palestijnen als de Israëli's.

## Achtergrond
Gedurende minstens zevenhonderd jaar, tot aan de Romeinse verovering, vormden joden het hoofddeel van de sedentaire bevolking van de regio Palestina, en gedurende perioden daarvan waren zij politiek onafhankelijk. Na het mislukken van de Bar Kochba-opstand in 136 verdreven de Romeinen de joden uit Judea. Tijdens de zes eeuwen tussen de Romeinse periode en de Arabische verovering bleven sommige joden desalniettemin in Palestina wonen, vooral nabij de 'heilige steden' Safed, Tiberias, en later toch weer in Hebron en Jeruzalem. Echter, een groot deel zwermde uit over Romeins en Perzisch gebied: de zogenaamde joodse diaspora. In de vierde eeuw werden de meeste inwoners van het gebied christen.
In 637 veroverden Arabische moslims de stad Jeruzalem. Onder de Arabische heerschappij werden christenen en joden meestal getolereerd maar er waren ook periodes van jodenvervolging door zowel moslims als christenen. Tijdens de kruistochten (1099-1291) vochten joden meestal aan de Arabische kant, en werden zij vaak vervolgd door de kruisvaarders. De daaropvolgende moslimregimes van de Mammelukken (1291-1516) en het Ottomaanse Rijk (1517 tot de Eerste Wereldoorlog) moedigden vaak joodse immigratie uit Europa aan.
Vanaf eind 19de eeuw nam de joodse immigratie toe onder invloed van het zionisme, een beweging die nationalistische inspiratie, religieus fundamentalisme en vrees voor de Europese jodenvervolging combineerde tot het streven naar een joodse staat op het grondgebied van het oude Palestina. Een belangrijke voorvechter was Theodor Herzl die een seculier zionisme propageerde. Rond 1900 ontstonden organisaties die de migratie van joden naar (Ottomaans) Palestina aanmoedigden en praktische steun boden. De Russische revolutie van 1905 vormde een verdere bron van joodse immigranten.
Nadat na de Eerste Wereldoorlog de Britten het mandaat over Palestina hadden gekregen, ontstonden conflicten tussen de Palestijnse inwoners en de voornamelijk zionistische joodse immigranten, die daar uit andere delen van de wereld naartoe emigreerden. Op grond van de Balfour-verklaring mocht daar "een tehuis voor joden" gerealiseerd worden. Vanwege de massale immigratie was al in 1921 het oostelijke Transjordanië afgesplitst van het totale Britse mandaatgebied. De Britten legden gaandeweg strengere beperkingen op aan joodse migratie, met vanaf 1939 een totaalverbod; vanaf 1933 kwamen deze maatregelen in conflict met de toenemende druk van Europese joden die het Nazi-regime ontvluchtten.
Vanaf de vroege jaren 1920 vonden schermutselingen van toenemende ernst plaats tussen joden en (Arabische) Palestijnen. Dit culmineerde in de Arabische opstand van 1936-1939, formeel gericht tegen het Britse gezag maar onder meer gevoed door verontwaardiging over joodse immigratie en joodse aankopen van land.
Op 14 mei 1948 hadden de zionistische leiders eenzijdig een eigen staat, Israël, uitgeroepen in het Mandaatgebied Palestina ten westen van de Jordaan en zich daarbij een groot deel ervan toegeëigend. In de daarop volgende oorlogen tussen Israël en de omringende Arabische landen bezette Israël in 1967 het overige gebied waarna de conflicten tussen Israël en de Arabisch-Palestijnse bevolking heviger werden. Daar werden ook de omringende Arabische landen bij betrokken.
De in 1945 opgerichte organisatie Verenigde Naties, waarin de Verenigde Staten een grote rol spelen, probeert sinds 1947 een oplossing te bewerkstelligen.

## Chronologie
Hieronder staat een lijst van opeenvolgende gebeurtenissen die een grote impact hadden op het verloop van dit conflict:
- Arabisch-Israëlische Oorlog van 1948 of Israëlische Onafhankelijkheidsoorlog (1947-1949). De aanleiding tot deze oorlog was het einde van het Britse mandaat en de terugtrekking van de Britse troepen op 15 mei 1948, terwijl er over het verdelingsvoorstel resolutie 181 van de Verenigde Naties nog geen overeenstemming was bij beide partijen. Conform dat VN-verdelingsplan was het Mandaatgebied Palestina voor ruim 50% aan de joden toegewezen en voor minder dan 50% aan de Arabische meerderheid van de bevolking, terwijl Jeruzalem daarin een aparte status moest krijgen. Ondanks het feit dat er geen overeenstemming was, werd door David Ben-Gurion op 14 mei 1948 in Tel Aviv eenzijdig de staat Israël uitgeroepen. De omringende Arabische landen vielen daarop het voormalige mandaatgebied binnen. Op dat moment waren reeds 200.000 Palestijnen van huis en haard verdreven of gevlucht uit het aan joden toegedachte gebiedsdeel dat direct daarop door Israël veroverd werd, inclusief West-Jeruzalem. Jordanië bezette vervolgens het resterende gebied, de Westelijke Jordaanoever met de Oost-Jeruzalem, terwijl Egypte de Gazastrook bezette. Na negen maanden gaven de Arabische landen de strijd op. Meer dan 700.000 Palestijnen waren verdreven of gevlucht en meer dan 500 Palestijnse dorpen verwoest.[5][6] Van vóór de oprichting van de staat Israël tot 1976, ruim na de Arabisch-Israëlische oorlogen, zijn vanuit Arabische landen ongeveer 850.000 joden naar Israël gemigreerd of gevlucht.[7][8]
- Suezcrisis (1956). Gamal Abdel Nasser, de tweede president van Egypte, nationaliseerde het Suezkanaal. Groot-Brittannië en Frankrijk, de oude eigenaren, sloten een geheime coalitie met Israël. Een Israëlische verovering van de Sinaï zou als voorwendsel dienen voor een invasie van de Suezkanaalzone, zogenaamd om die tegen de gevechten te beschermen. De invallers werden door de Verenigde Staten teruggeroepen. De oorlog werd zo een politieke overwinning voor Nasser. Israël wilde zich echter pas uit de Sinaï terugtrekken nadat Nasser informeel toezegde het gebied gedemilitariseerd te houden.
- Zesdaagse Oorlog (1967). Israël voerde, na een oplopend conflict met Syrië, een verrassingsaanval uit op Egypte als reactie op de blokkade van de Golf van Akaba (de enige zeeweg die Israël met Azië verbindt) door Nasser, en de hernieuwde Egyptische militaire bezetting van het schiereiland Sinaï. De Egyptische luchtmacht werd in de eerste uren vernietigd. Jordanië, gebonden aan een defensieverdrag met Egypte, nam ook deel aan de oorlog. Binnen zes dagen waren de Arabische landen verslagen en bezette Israël de Westelijke Jordaanoever, de Syrische Hoogten van Golan, de Gazastrook en het schiereiland Sinaï. Vele Palestijnen werden daarbij uit hun woongebieden verdreven.
- Uitputtingsoorlog (1967-1970). Egypte trachtte met een reeks kleinschalige confrontaties de in de Zesdaagse Oorlog verloren Sinaï terug te winnen en werd daarbij militair gesteund door onder meer de Sovjet-Unie waarvan luchteenheden aan de gevechten deelnamen. Wederzijdse bombardementen en commando-overvallen verliepen sterk in het nadeel van Egypte dat echter wel een sterke luchtafweergordel opbouwde. Nadat Nasser aan een hartaanval was gestorven, stemde zijn opvolger Sadat toe in het verlengen van een wapenstilstand.
- Jom Kipoeroorlog (1973). Egypte en Syrië voerden een verrassingsaanval uit op Israël in een poging de door Israël in 1967 bezette gebieden te heroveren. De oorlog duurde een maand, kostte veel geld en materieel, maar leverde territoriaal gezien in eerste instantie weinig op. Egypte stak het kanaal over maar zijn rechtervleugel raakte omsloten toen Israël hetzelfde deed. Egypte kreeg al in 1974 een deel van de Sinaï-woestijn terug. Uiteindelijk leidde dit tot de Camp David-akkoorden van 1978 waarna Israël geleidelijk de hele Sinaï ontruimde. Egypte en Israël zouden hierna geen oorlog meer voeren. Syrië behaalde aanvankelijk successen op de Hoogten van Golan, maar werd daarna teruggedrongen door een opmars van het Israëlische leger richting Damascus. Bij het staakt-het-vuren stond Israel de nieuw veroverde gebieden in Syrië af en gaf ook de stad Al-Qunaitra, gelegen in de Golan-hoogte terug.[9] De Hoogten van Golan werden echter geannexeerd.
- Operatie Litani (1978) in Zuidelijk Libanon. Israël rukte op tot de rivier de Litani om de PLO te verdrijven, maar trok zich terug toen Unifil werd opgericht.
- Libanonoorlog (1982). Israëlische invasie in Libanon. Israël poogde de PLO te vernietigen en Syrië uit Libanon te verdrijven. Dat laatste mislukte maar de PLO raakte ingesloten in Beiroet en liet zich evacueren. Bloedbaden in vluchtelingenkampen veroorzaakten grote afkeuring in de wereldopinie en de opkomst van een Israëlische vredesbeweging. De bezetting van het zuiden van Libanon tot 2000 leidde tot de opkomst van Hezbolla.
- Eerste Intifada (1987-1993). In de bezette Palestijnse gebieden brak een grote opstand uit, die wereldwijd media-aandacht kreeg. Dit leidde tot de Oslo-akkoorden die een mate van Palestijns zelfbestuur in de bezette gebieden inhielden.
- Tweede Intifada of Al-Aqsa Intifada (2000-2005). Opnieuw braken er grote opstanden uit onder de Palestijnen naar aanleiding van een bezoek van Ariel Sharon aan de Tempelberg, waar zich ook de Al-Aqsamoskee bevindt. Het aantal slachtoffers was daarbij vele malen hoger dan tijdens de Eerste Intifada.
- Israëlisch-Libanese Oorlog (2006). Israël viel Libanon binnen en bombardeerde grote delen van het land als reactie op de ontvoering van twee Israëliërs door de Libanese groepering Hezbollah. Hierbij werden 1109 mensen gedood, hoofdzakelijk Libanese burgers.[10]
- Conflict in de Gazastrook 2008-2009. Israël bombardeerde onder de naam "Operatie Gegoten Lood" drie weken lang (27 december 2008 - 18 januari 2009) de door Hamas bestuurde Gazastrook en voerde bovendien een grondoffensief uit. Daaraan voorafgaand waren op 4 november 2008, tijdens een wapenstilstand, Israëlische militairen de Gazastrook binnengedrongen en hadden er zes strijders gedood. De Israëlische militaire operatie begon op 27 december 2008 en zou, volgens Israël, een reactie zijn op jarenlange raket- en mortieraanvallen van Palestijnse groeperingen -vanaf 2007 van Hamas- vanuit de Gazastrook. Israël had zich in 2005 daaruit teruggetrokken. Er hadden daarna ongeveer 6000 beschietingen plaatsgevonden waarbij 28 Israëlische slachtoffers waren gevallen. Deze beschietingen echter waren op hun beurt weer reacties op de economische en sociale blokkade vanwege de militaire bezetting door Israël[11][12], én de voorafgaande operaties van het Israëlische leger tussen 2004 en 2008, waarbij in totaal meer dan 300 Palestijnen waren gedood en ruim 450 gewond waaronder een groot aantal kinderen en met aan Israëlische zijde zes doden (drie militairen en drie burgers).[13][14][15][16] Tijdens deze Operatie Gegoten Lood vielen nu aan Palestijnse kant meer dan 1300 dodelijke (meest burger)slachtoffers (waaronder 169 kinderen), en ongeveer 5400 gewonden, terwijl er aan Israëlische kant 13 slachtoffers (3 burgers en 10 militairen) waren.[17] De infrastructuur werd grotendeels verwoest, waaronder 50 gebouwen van de V.N.[18] De Israëlische actie eindigde op 18 januari 2009, maar ook na die datum bleven over en weer nog aanvallen plaatsvinden.
- Conflict in de Gazastrook 2012. Een escalatie van het conflict ontstond na een bezoek van de emir van Qatar aan Gaza op 10 november 2012.[19] Het Israëlische leger begon op 14 november 2012 met een militaire operatie, genaamd Operatie Wolkkolom (Engels: Operation Pillar of Defense/Operation Pillar of Cloud) en voerde luchtaanvallen uit op posities van Hamas in de Gazastrook en doodde Hamasleider Ahmed Jabari. Op 21 november 2012 werd er een wapenstilstand gesloten.
- Conflict in de Gazastrook 2014. Er ontstonden weer spanningen tussen Israël en de Palestijnen als gevolg van mislukte vredesonderhandelingen in april 2014 en ontvoeringen en moorden op Joodse en Palestijnse tieners op de Westelijke Jordaanoever in juni 2014. Als vergelding voerde Israël tientallen luchtaanvallen uit op de Gazastrook welke weer door Palestijnse raketten van Hamas werden beantwoord.[20] Op 8 juli begon Israël in het noorden van de Gazastrook ook een grondoffensief -Operation Protective Edge- met het doel de Palestijnse infiltratietunnels en raketlanceerinstallaties uit te schakelen. Bij deze operatie van zeven weken vielen meer dan 2100 Palestijnse doden, grotendeels burgers, en raakten meer dan 10.850 Palestijnen gewond, waaronder 3300 kinderen en meer dan 2000 vrouwen. Meer dan 17.000 gebouwen werden verwoest door met name luchtaanvallen. Aan Israëlische zijde vielen 73 doden (7 burgers en 66 militairen) en raakten meer dan 500 personen gewond (450 soldaten en 80 burgers).
- Israëlisch-Palestijns conflict (2021). Israël plande een uithuiszetting van Palestijnen in de wijk Sheikh Jarrah wat al gauw omsloeg in bloedige confrontaties met het Israëlische leger. Als reactie hierop vuurde Hamas raketten af op Israël vanuit de Gazastrook.
- Oorlog Hamas-Israël (2023-2025). Aanval van Hamas vanuit Gaza met raketten, bloedbaden in grensdorpjes en ontvoeringen van Israëlische burgers in de ochtend van 7 oktober 2023. Gevolgd door een grootschalig grondoffensief door Israël in de Gazastrook.

## Militaire steun aan de strijdende partijen
Door de jaren heen hebben de strijdende partijen van wisselende landen ondersteuning gehad.
Na de oprichting van de staat Israël werd deze erkend door de Verenigde Staten en de Sovjet-Unie. Tijdens de oorlog van 1948 kreeg Israël belangrijke wapenleveranties uit Tsjecho-Slowakije, terwijl Transjordanië (dat haar Arabisch Legioen, geleid door Britse officieren, alleen voor de Oude Stad van Jeruzalem/ al-Quds inzette) door het Verenigd Koninkrijk werd gesteund. Sinds de jaren van de Koude Oorlog ontving Israël steun van Frankrijk (tot de Zesdaagse Oorlog van 1967, toen Charles de Gaulle de hulp stopzette) en daarna van de Verenigde Staten, terwijl de Sovjet-Unie belangrijke steun verleende aan Egypte en Syrië. Na de Jom Kipoeroorlog verslechterde de relatie tussen Egypte en de Sovjet-Unie en kreeg Egypte militaire steun uit de Verenigde Staten, evenals Jordanië. Hamas en Hezbollah worden door Iran met wapenleveranties ondersteund.
In de Arabische wereld is Israël alleen erkend door Egypte, Jordanië en de Palestijnse Bevrijdingsorganisatie (PLO). Sinds de oprichting van de Arabische Liga in 1945 wordt Israël door andere Arabische landen geboycot.
Sinds de Zesdaagse oorlog (1967) tot 2014 kreeg Israël meer dan 121 miljard dollar aan militaire steun van de Verenigde Staten. In september 2016 werd bekend dat de VS, onder voorwaarden, verspreid over de komende tien jaar 38 miljard dollar steun aan Israël zou gaan geven.
Resoluties van de Verenigde Naties om tot een oplossing te komen voor het conflict zijn niet of nauwelijks nagevolgd. Israël wordt meest gesteund door de Verenigde Staten.

## Toenadering
In de loop der jaren leek de verstandhouding tussen Israël en diverse Arabische staten enigszins te verbeteren. In de jaren 70 kwamen de Camp David-akkoorden met Egypte tot stand en in 2020 knoopten Israël en de Verenigde Arabische Emiraten diplomatieke banden aan. Op 31 augustus 2020 maakten Israëlische en Amerikaanse topfunctionarissen voor het eerst een vlucht van Tel Aviv naar Abu Dhabi voor besprekingen over het aanknopen van meer betrekkingen tussen Israël en de Verenigde Arabische Emiraten. De vlucht heette historisch omdat voor het eerst vanuit Israël door het luchtruim van Saudi-Arabië werd gevlogen. Ook met Bahrein werd een soortgelijk akkoord gesloten die gezamenlijk de Abraham-akkoorden werden genoemd. Op 15 september werden deze akkoorden getekend in het bijzijn van toenmalig Amerikaans president Donald Trump. Eind 2020 werden ook diplomatieke banden aangeknoopt met Marokko en Soedan.

### Nederlandstalig
- Ludo Abicht, De tocht door de woestijn: het vredesproces in het Beloofde Land, 1996, 191 p., Hadewijch - Antwerpen/Baarn, ISBN 90-5240-358-9
- Ludo Abicht en André Gantman, Israël-Palestina: tweespraak over oorzaken en oplossingen, 2009, 167 p., Pelckmans - Kapellen, ISBN 978-90-289-5453-3
- Dries van Agt, Een schreeuw om recht: de tragedie van het Palestijnse volk, 2009, 367 p., De Bezige Bij - Amsterdam, ISBN 978-90-234-5483-0
- Jan van Barneveld, Om Sions wil niet zwijgen, 2011, 380 p., Het Zoeklicht - Doorn, ISBN 978-90-645-1094-6
- Gied ten Berge, Land van mensen, christenen, joden en moslims tussen confrontaties en dialoog, Valkhofpers, Nijmegen 2011 ISBN 978-90-5625-3585
- Leonard Biegel en Jan Boers, Zicht op het Midden-Oosten: politiek, economisch, strategisch spanningsveld, 1985, 264 p., Boom/Venture Press - Amsterdam, ISBN 90-6009-648-7
- Matthijs de Blois, Israël: een staat ter discussie? Over de internationaalrechtelijke positie van Israël, 2010, 132 p., Uitgeverij Groen - Heerenveen, ISBN 978-90-5829-970-3
- Johan Boef, Ariel Sharon: koning van Israël, 2005, 216 p., Aspekt - Soesterberg, ISBN 90-5911-470-1
- Salomon Bouman, Israël achter de schermen: zionisme op een dwaalspoor, 2008, 255 p., Prometheus - Amsterdam, ISBN 978-90-446-0474-0
- Ahron Bregman en Jihan El-Tahri, Israël en de Arabieren: De vijftigjarige oorlog, 1998, 320 p., Het Spectrum - Utrecht, ISBN 90-2744-399-8 (vertaling van: The fifty years war: Israel and the Arabs, 1998)
- Hans Bronkhorst, Bloed, zweet en vrede? Een korte geschiedenis van het joodse volk en het Arabisch-Israëlisch conflict, 1993, 117 p., Kok Voorhoeve - Kampen, met Christenen voor Israël - Nijkerk, ISBN 90-2971-164-7
- Lucas Catherine en Charles Ducal, Gaza: geschiedenis van de Palestijnse tragedie, 2009, 164 p., EPO - Berchem, ISBN 978-90-6445-133-1
- Jane Corbin, De Oslo-connectie: hoe het vredesakkoord tussen Israël en de PLO tot stand kwam, 1994, 238 p., Mets - Amsterdam, ISBN 90-5330-102-X (vertaling van: Gaza first: the secret Norway channel to peace between Israel and the PLO, 1994)
- Nikolaos van Dam en Jan Keulen, De vrede die niet kwam: twintig jaar diplomaat in het Midden-Oosten, 1998, 221 p., Bulaaq - Amsterdam, ISBN 90-5460-030-6
- Moshe Dayan, Mijn levensverhaal, 1977, 416 p., Elsevier - Amsterdam/Brussel, ISBN 90-1001-733-8 (vertaling van: Story of My Life, 1976)
- Abba Eban, Mijn land: de geschiedenis van het moderne Israël, 1973, 304 p., Keesing - Amsterdam, ISBN 978-90-608-3139-7 (vertaling van: My country: the story of modern Israel, 1972)
- Arjan El Fassed, Niet iedereen kan stenen gooien: een Nederlandse Palestijn op zoek naar zijn wortels en identiteit, 2008, 216 p., Uitgeverij Nieuwland - Tilburg, ISBN 978-90-864-5027-5
- Michael Field, In de Arabische wereld, 1997, 520 p., Het Spectrum - Utrecht, ISBN 90-2745-184-2 (vertaling van: Inside the Arab world, 1994)
- Robert Fisk, De grote beschavingsoorlog, 2006, 1437 p., Anthos - Amsterdam, Manteau - Antwerpen, ISBN 978-90-414-1094-8 (vertaling van: The great war for civilisation, 2005)
- Pim Fortuyn, 50 jaar Israël, hoe lang nog?: tegen het tolereren van fundamentalisme, 1998, 108 p., A.W. Bruna Uitgevers - Utrecht, ISBN 90-2298-407-9
- Chris van der Heijden, Israël, een onherstelbare vergissing, 2008, 159 p., Contact - Amsterdam, ISBN 978-90-254-2836-5
- Hadassa Hirschfeld, Kernpunten van het Israelisch-Palestijns conflict, 2011, 170 p., Aspekt - Soesterberg, ISBN 978-94-615-3077-6
- Ruud Hoff, Het Midden-Oosten: een politieke geschiedenis, 1991, 344 p., Het Spectrum - Utrecht, ISBN 90-2742-978-2
- Ruud Hoff, Jasser Arafat, 2005, 120 p., Aspekt - Soesterberg, ISBN 90-5911-101-X
- Wim Kortenoeven, De kern van de zaak: feiten en achtergronden van het Arabisch-Israëlisch conflict, 2005, 495 p., Aspekt - Soeterberg, ISBN 90-5911-349-7
- Wim Kortenoeven, Hamas: portret en achtergronden, 2007, 265 p., Aspekt - Soesterberg, ISBN 978-90-591-1294-0
- Wim Kortenoeven, Mohammed Amin El Hoesseini: Hitlers Palestijnse bondgenoot, 2008, 248 p., Aspekt - Soesterberg, ISBN 978-90-591-1707-5
- Hans Kuitert en Mouin Rabbani, Palestina, land zonder vrede: een kritische beschouwing van de aanhoudende crisis in het Midden-Oosten, 2004, 255 p., BZZTôH - Den Haag, ISBN 978-90-550-1767-6
- Wiesje de Lange, Erfdeel en oogappel: Israël in politiek en profetie, 2008, 122 p., Kok - Kampen, ISBN 978-90-435-1542-9
- Bernard Lewis en Sara Lewis, Het Midden-Oosten: 2000 jaar culturele en politieke geschiedenis, 2004, 431 p., Forum - Amsterdam, ISBN 90-2253-965-2 (vertaling van: The Middle East, 1995)
- Anja Meulenbelt, De tweede intifada, 2001, 176 p., Van Gennep - Amsterdam, ISBN 90-5515-305-2
- Anja Meulenbelt, Het beroofde land, 2000, 384 p., Van Gennep - Amsterdam, ISBN 90-5515-194-7
- Anja Meulenbelt, Oorlog als er vrede dreigt, 2010, 256 p., Ambo/Anthos uitgevers - Amsterdam, ISBN 978-90-263-2290-7
- Benny Morris, Een staat, twee staten: de oplossing van het Israel/Palestina conflict, 2011, 196 p., Aspekt - Soesterberg, ISBN 978-94-615-3138-4 (vertaling van: One state, two states, 2009)
- Alfred Muller, Geheim offensief: de verborgen achtergronden van het Arabisch-Israëlische conflict, 1991, 160 p., Chai pers - Nijkerk, ISBN 90-7363-202-1
- Mark Ooms, De Palestijnse staat: de geboorte van een eeuwenoud land, 2000, 184 p., Van Halewyck - Leuven, ISBN 90-5617-311-1
- Leonard Ornstein en Max van Weezel, Op heilige grond: achter de schermen van het vredesproces in het Midden-Oosten, 2001, 279 p., Prometheus - Amsterdam, ISBN 90-4460-011-7
- Willem Ouweneel, Israël en de Palestijnen: waarheid en misleiding, 2002, 87 p., Barnabas - Heerenveen, ISBN 978-90-582-9320-6
- Ilan Pappé, De etnische zuivering van Palestina, 2008, 347 p., Davidsfonds - Leuven en Omniboek - Kampen, ISBN 978-90-597-7299-1 (vertaling van: The ethnic cleansing of Palestine, 2006)
- Göran Rosenberg, Het verloren land. Israël: een persoonlijke geschiedenis, 2000, 494 p., Atlas - Amsterdam/Antwerpen, ISBN 90-4500-309-0 (vertaling van: Det förlorade landet. Israel- en personlig historia, 1996)
- Aaldert van Soest, Oorlog op afstand: de betrokkenheid van Iran bij de terreurbewegingen Hezbollah, Hamas en Islamitische Jihad, 2007, 103 p., Aspekt - Soesterberg, ISBN 978-90-591-1583-5
- Robert Soeterik (redactie), 50 jaar Israël: vergeten aspecten, pijnlijke feiten, 1998, 170 p., Stichting Palestina Publicaties - Amsterdam, ISBN 90-8042-931-7
- Robert Soeterik (redactie), De verwoesting van Palestina, 2008, 480 p., Stichting Palestina Publicaties - Amsterdam, ISBN 978-90-804-2932-1
- Robert Soeterik, Palestijnse gebieden, 2010, 130 p., KIT Publishers - Amsterdam, Novib - Den Haag, 11.11.11 - Brussel, ISBN 978-94-602-2077-7
- Egbert Talens, Een bijzondere relatie: het conflict Israël-Palestina nader bekeken, 1897-1993, 2005, 372 p., Aspekt - Soesterberg, ISBN 90-5911-222-9
- Janet Wallach en John Wallach, Arafat: vriend en vijand, 1991, 400 p., Standaard Uitgeverij - Antwerpen, ISBN 90-0219-041-7 (vertaling van: Arafat: in the eyes of the beholder, 1990)

### Engelstalig
- Shlomo Ben-Ami, Scars of War, Wounds of Peace: The Israeli-Arab Tragedy, Oxford University Press, 2006, ISBN 978-0195325423
- Colin Chapman, Whose Promised Land?, 2002, 464 p., Lion Publishing - Oxford, ISBN 90-435-0832-2
- Michael Feige, Settling in the hearts: Jewish fundamentalism in the occupied territories, 2009, 328 p., Wayne State university press - Detroit, ISBN 978-08-143-2750-0
- Efraïm Karsh, The Arab-Israeli Conflit: The Palestine War 1948, 2002, 95 p., Osprey Publishing - Oxford, ISBN 978-18-417-6372-9
- Efraïm Karsch, Rory Miller en Michael Kerr, Conflict, diplomacy and society in Israeli-Lebanese relations, 2010, 155 p., Routledge - Abingdon, ISBN 978-04-155-6063-4
- Baruch Kimmerling en Joel Migdal, The Palestinian People: A History, 2003, 568 p., Harvard University Press - Cambridge (Massachusetts), ISBN 978-06-740-1129-8
- Peter Mansfield en Nicolas Pelham, A History of the Middle East, 2003, 448 p., Penguin Books - Londen, ISBN 978-01-410-1123-3
- Zeev Maoz, Defending the Holy Land: A Critical Analysis of Israel's Security & Foreign Policy, University of Michigan Press, 2006, ISBN 978-0472115402
- Arno Mayer, Plowshares into swords: from Zionism to Israel, 2008, 432 p., Verso - Londen, ISBN 978-18-446-7235-6
- Benny Morris: 1948: A History of the First Arab-Israeli War, 2008, 524 p., Yale University Press - New Haven (Connecticut), ISBN 978-03-001-2696-9
- Benny Morris, Israel's Border Wars, 1949-1956: Arab Infiltration, Israeli Retaliation, and the Countdown to the Suez War, 1993, 451 p., Clarendon Press - Oxford, ISBN 978-01-982-9262-3
- Benny Morris, One State, Two States: Resolving the Israel/Palestine Conflict, 2009, 240 p., Yale University Press - New Haven (Connecticut), ISBN 978-03-001-2281-7
- Benny Morris, The Birth of the Palestinian Refugee Problem, 1947-1949, 1987, 380 p., Cambridge University Press - Cambridge, ISBN 978-05-213-3889-9
- Benjamin Netanyahu, A durable peace: Israel and its place among the nations, 2000, 482 p., Warner Books - New York, ISBN 978-04-465-2306-6
- Benjamin Netanyahu, A place among the nations: Israel and the world, 1993, 467 p., Bantam Books - New York, ISBN 978-05-530-8974-5
- Michael Oren, Six Days of War: June 1967 and the Making of the Modern Middle East, 2003, 460 p., Ballantine Books - New York, ISBN 978-03-454-6192-6
- Ilan Pappé: A History of Modern Palestine: One Land, Two Peoples, 2004, 333 p., Cambridge University Press - Cambridge, ISBN 978-05-215-5632-3
- Joan Peters, From Time Immemorial: The Origins of the Arab-Jewish Conflict over Palestine, 1985, 601 p., Joseph - Londen, ISBN 978-07-181-2528-8
- Howard Sachar, A History of Israel: From the rise of Zionism to our time, 2007, 1270 p., Knopf - New York, ISBN 0-375-71132-5
- Edward Said, From Oslo to Iraq and the road map, 2004, 323 p., Pantheon Books - New York, ISBN 978-03-754-2287-4
- Edward Said, The politics of dispossession: the struggle for Palestinian self-determination, 1969-1994, 1994, 450 p., Pantheon Books - New York, ISBN 978-06-794-3057-5
- Michael Scott-Baumann, Crisis in the Middle East: Israel and the Arab States 1945-2007, 2009, 156 p., Hodder education - Londen, ISBN 978-03-409-6658-7
- Tom Segev, 1967: Israel, the War and the Year That Transformed the Middle East, 2007, 673 p., Metropolitan Books - New York, ISBN 978-08-050-7057-6 (vertaling uit het Hebreeuws)
- Tom Segev, One Palestine, Complete: Jews and Arabs Under the British Mandate, 2000, 612 p., Little, Brown and Company - Londen, ISBN 978-03-166-4859-2 (vertaling uit het Hebreeuws)

### Duitstalig
- Christian Hauswaldt, Der Status von Palästina: eine völkerrechtliche Untersuchung des territorialen Status, 2009, 257 p., Nomos - Baden-Baden, ISBN 978-38-329-3843-7

### Franstalig
- Henry Laurens, Paix et guerre au Moyen-Orient, 2005, 492 p., Armand Colin - Parijs, ISBN 978-22-002-6977-7